# Albrecht von Scharfenberg
Albrecht von Scharfenberg (geboren vor 1250 (?); gestorben nach 1250 (?)) ist der von Ulrich Fuetrer mitgeteilte Name eines deutschsprachigen Dichters am Ende des Hochmittelalters. Von Albrecht ist über Mitteilungen im Werk Fuetrers (Lebenszeit: vor 1450 – um 1500) allein bekannt, dass er mehrere Romane der Artusepik in mittelhochdeutscher Sprache verfasst haben soll.

## Werk
Albrechts Werk ist nicht direkt überliefert, sondern ausschließlich über den Umweg der Bearbeitungen durch Ulrich Fuetrer. Dieser erwähnt Albrecht in seinem Buch der Abenteuer an vier Stellen als Gewährsmann seiner Kompilationen verschiedener Artus-Thematiken: Albrecht wird im ersten Teil des Buchs der Abenteuer eingangs der Genealogie des Gralsgeschlechts als „Riese“ des mittelalterlichen poetischen Stils benannt, am Beginn seines Merlin-Kapitels nennt Fuetrer Albrechts Übertragung eines Merlin-Romans aus dem Französischen als Quelle, am Ende der Tschionatulander-Handlung lässt sich Fuetrer von „Frau Minne“ an Fraw Eren hof, einen besonders kunstvoll ausgeführten Roman Albrechts erinnern, und schließlich nennt er Albrecht im zweiten Teil seines eigenen Werks, dem annder puoch, als Quelle für die Strophen zu Seifrid de Ardemond.
Demnach gab es von einem Albrecht von Scharfenberg folgende Werke:
- Merlin, einen Roman, vermutlich eine Übertragung eines meist Robert de Boron zugeschriebenen französischen Werks,
- Seifrid de Ardemond, einen Roman zum Topos einer gestörten Mahrtenehe, sowie
- Fraw Eren hof, über dessen Inhalte sich nichts sagen lässt, da Fuetrer das Werk nach eigener Auskunft zwar gelesen, aber nicht im eigenen Werk verwendet hat.

Keines dieser Werke blieb erhalten, und es gibt, abgesehen von Fuetrers Hinweisen, in der späteren Literatur keinerlei Nennung eines Dichters mit diesem Namen oder seiner Werke – oder solcher Figuren dieser Werke, die nur bei Fuetrer vorkommen. Daher kann nicht ausgeschlossen werden, dass Albrecht von Scharfenberg eine literarische Quellenfiktion Fuetrers ist.

## Wissenschaftskontroverse um die Identität mit dem Verfasser des „Jüngeren Titurel“
Die Identität Albrechts von Scharfenberg mit Albrecht, dem Dichter des „Jüngeren Titurel“ galt fachwissenschaftlich seit 1809 als gegeben, wurde aber in der germanistischen Mediaevistik immer wieder neu diskutiert und infrage gestellt. Seit Ende des 20. Jahrhunderts wird dagegen allgemein von zwei verschiedenen Dichtern ausgegangen, auch wenn sie gleiche Stoffe behandeln und teilweise gleiche Quellen verwenden.